# Reloj de flores (Viña del Mar)
El Reloj de Flores es un reloj jardinizado que se encuentra a los pies del cerro Castillo, frente al balneario de Caleta Abarca, en la comuna de Viña del Mar, Región de Valparaíso, Chile.

## Historia
El Reloj, cuyo mecanismo fue construido en la fábrica Favag de la ciudad de Neuchâtel, Suiza, fue adquirido por la comuna en el año 1962, como parte del plan de embellecerla con motivo del nombramiento de Viña del Mar como una de las sedes de la Copa Mundial de fútbol de ese año.
Para el 5 de septiembre de 2013 el reloj de flores, después de que su mecanismo fuera dañado por vandalismo, fue sustituido por una nueva maquinaria controlada por GPS, esto con la finalidad de buscar que al recibir algún daño se pueda ajustar automáticamente y sea menos vulnerable. El mecanismo fue fabricado por la empresa Relojes Olvera III Generación de Zacatlán, Puebla, México y el técnico Esteban Becerra y Martin Guerrero fueron los encargados de su instalación que incluye también programación de sonería digital que incluye campanadas y melodías que cambiarán según las estaciones del año y los días importantes a celebrar.
El 19 de mayo de 2017 el reloj resultó destruido por un árbol que cayó encima debido a un deslizamiento de tierra, alrededor de las 1:45 a. m. provocado por un temporal de lluvia y viento. La alcaldesa de Viña del Mar, Virginia Reginato, anunció su pronta reconstrucción y el envío desde México de nuevas manillas para el reloj. En la semana siguiente a su destrucción, toda la estructura floral y de jardines del reloj había sido reconstruida, faltando solamente el motor y las manecillas las cuales son de madera. El reloj completamente reparado comenzó a funcionar el 29 de junio durante un periodo de marcha blanca.